# Rödsäv
Rödsäv (Blysmus rufus) är ett halvgräs. Den växer på lerig mark.